# 黒岩駅
黒岩駅（くろいわえき）は、北海道二海郡八雲町黒岩にある北海道旅客鉄道（JR北海道）函館本線の駅である。駅番号はH51。電報略号はクロ。事務管理コードは▲140125。
函館本線は隣の山崎駅から当駅まで複線、当駅から次の北豊津信号場まで単線となる。

## 歴史

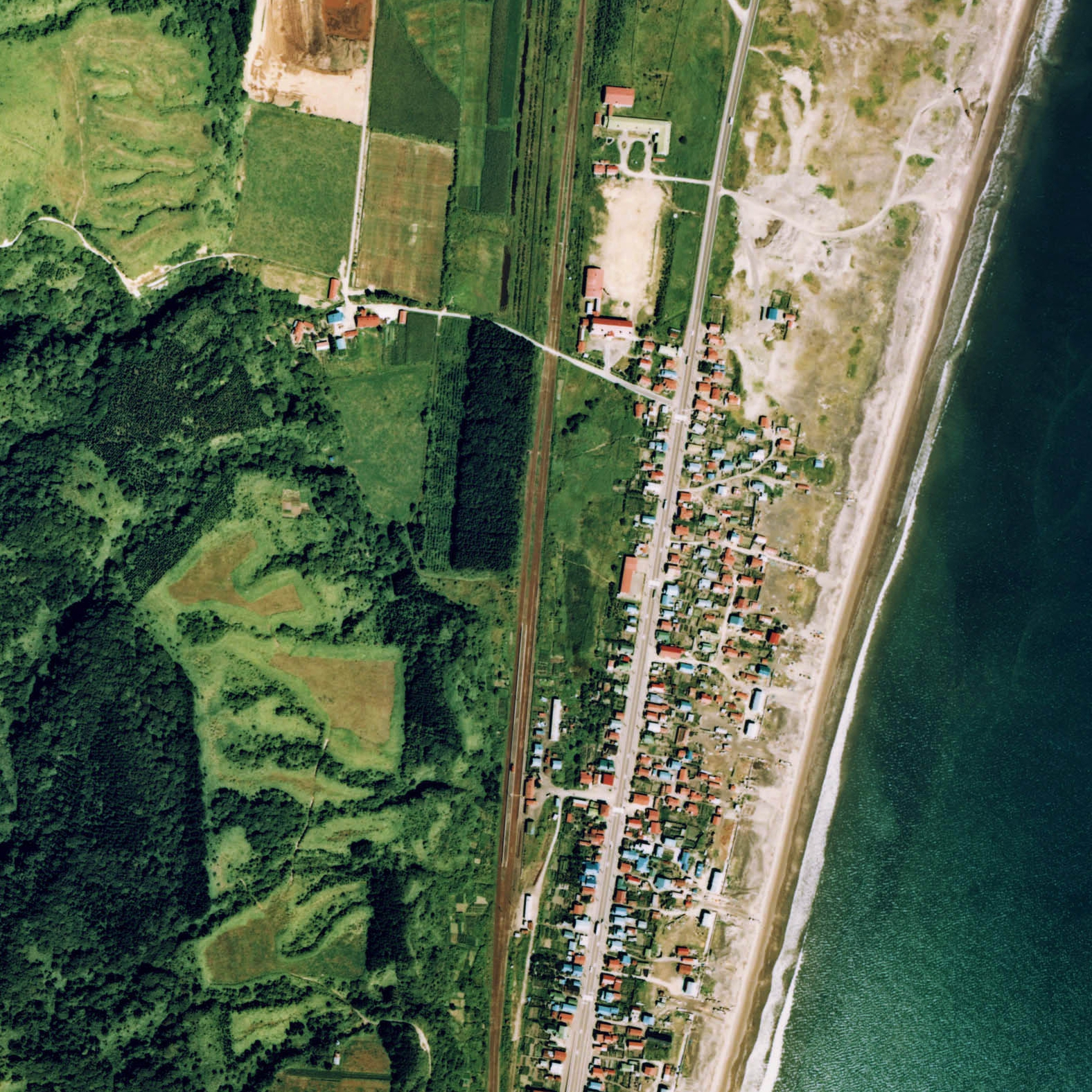
1976年の黒岩駅と周囲約1km範囲。下が複線区間函館方面。ホームは構内函館側に寄って設置されている。

- 1903年（明治36年）11月3日：北海道鉄道 森駅 - 熱郛駅間の開通に伴い、同線の駅として開業[3]。一般駅[4]。
- 1907年（明治40年）7月1日：北海道鉄道の国有化に伴い、国有鉄道に移管[4]。
- 1909年（明治42年）10月12日：国有鉄道線路名称制定に伴い、函館本線の駅となる。
- 1949年（昭和24年）6月1日：日本国有鉄道法施行に伴い、日本国有鉄道（国鉄）に継承。
- 1966年（昭和41年）9月24日：函館本線 山崎駅 - 当駅間が複線化[5]。
- 1972年（昭和47年）3月15日：貨物扱い廃止[6]。
- 1984年（昭和59年）2月1日：荷物扱い廃止[6]。
- 1986年（昭和61年）11月1日：無人化[6]。
- 1987年（昭和62年）4月1日：国鉄分割民営化に伴い、北海道旅客鉄道（JR北海道）の駅となる[4]。
- 1988年（昭和63年）12月3日：駅舎改築[6]。
- 2007年（平成19年）10月1日：駅ナンバリングを実施[JR北 1]。

### 駅名の由来
アイヌ語の「クンネスマ（kunne-suma）」あるいは「クンネシラㇻ（kunne-sirar）」（いずれも、「黒い・岩」の意）の意訳に由来する。駅付近の海岸に黒灰色の柱状節理が岩礁として突き出ている様子を指して呼んだものとされる。

## 駅構造
ホーム2面2線を有する地上駅。旧来の2面3線配線のうち中央の側線を廃止したため、上りホーム・上り本線・下りホーム・下り本線の順に並ぶ変則的な構造となっている。ホーム中央に構内踏切がある。長万部方に複線区間と単線区間の境界となる両開き分岐器（制限速度90km/h。安全側線付帯）が設置されている。駅舎は上りホーム側にある。八雲駅管理の無人駅である。

### のりば
| 番線 | 路線      | 方向 | 行先         |
| ---- | --------- | ---- | ------------ |
| 1    | ■函館本線 | 上り | 森・函館方面 |
| 2    | ■函館本線 | 下り | 長万部方面   |

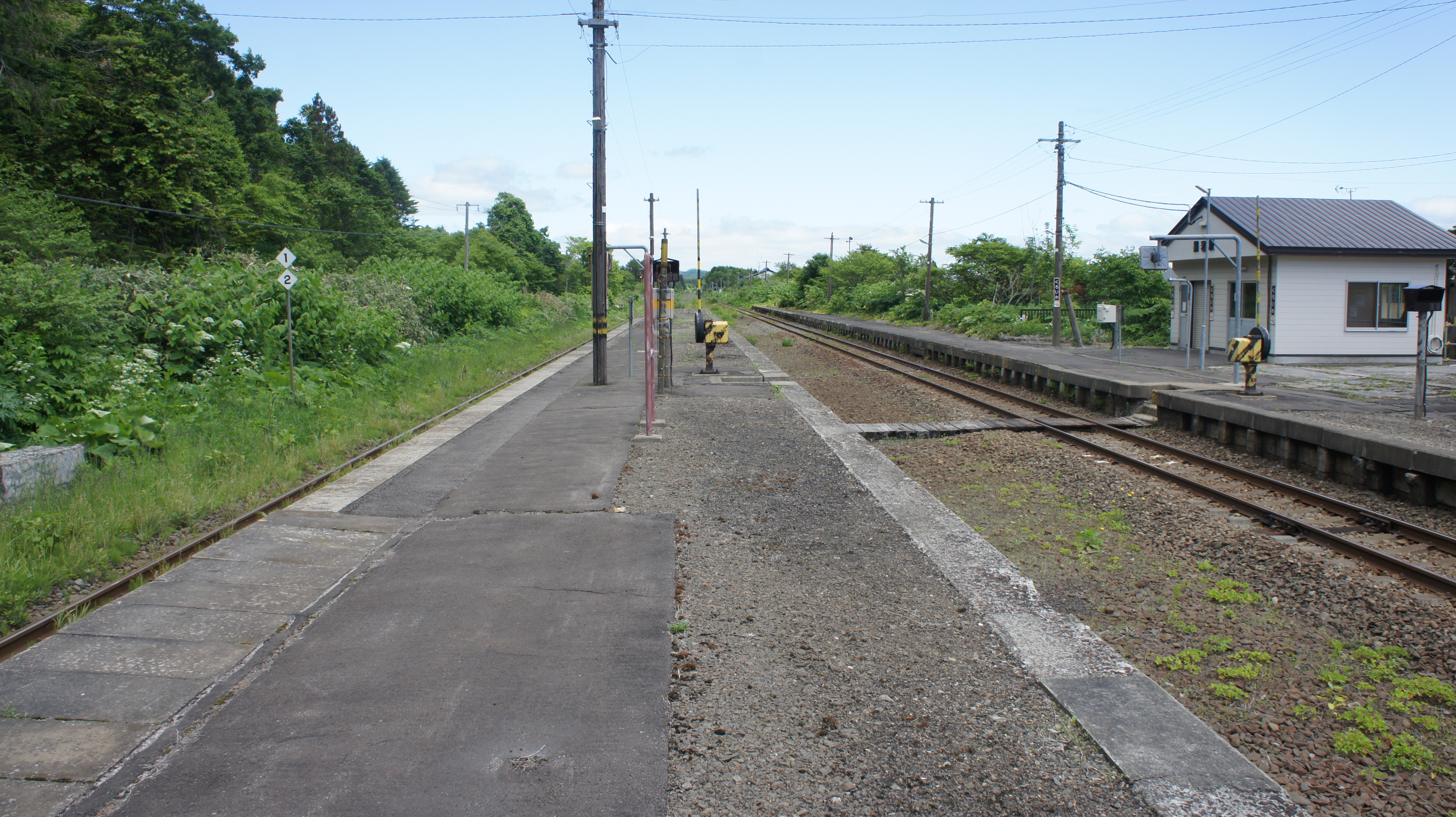
ホーム（2018年6月）
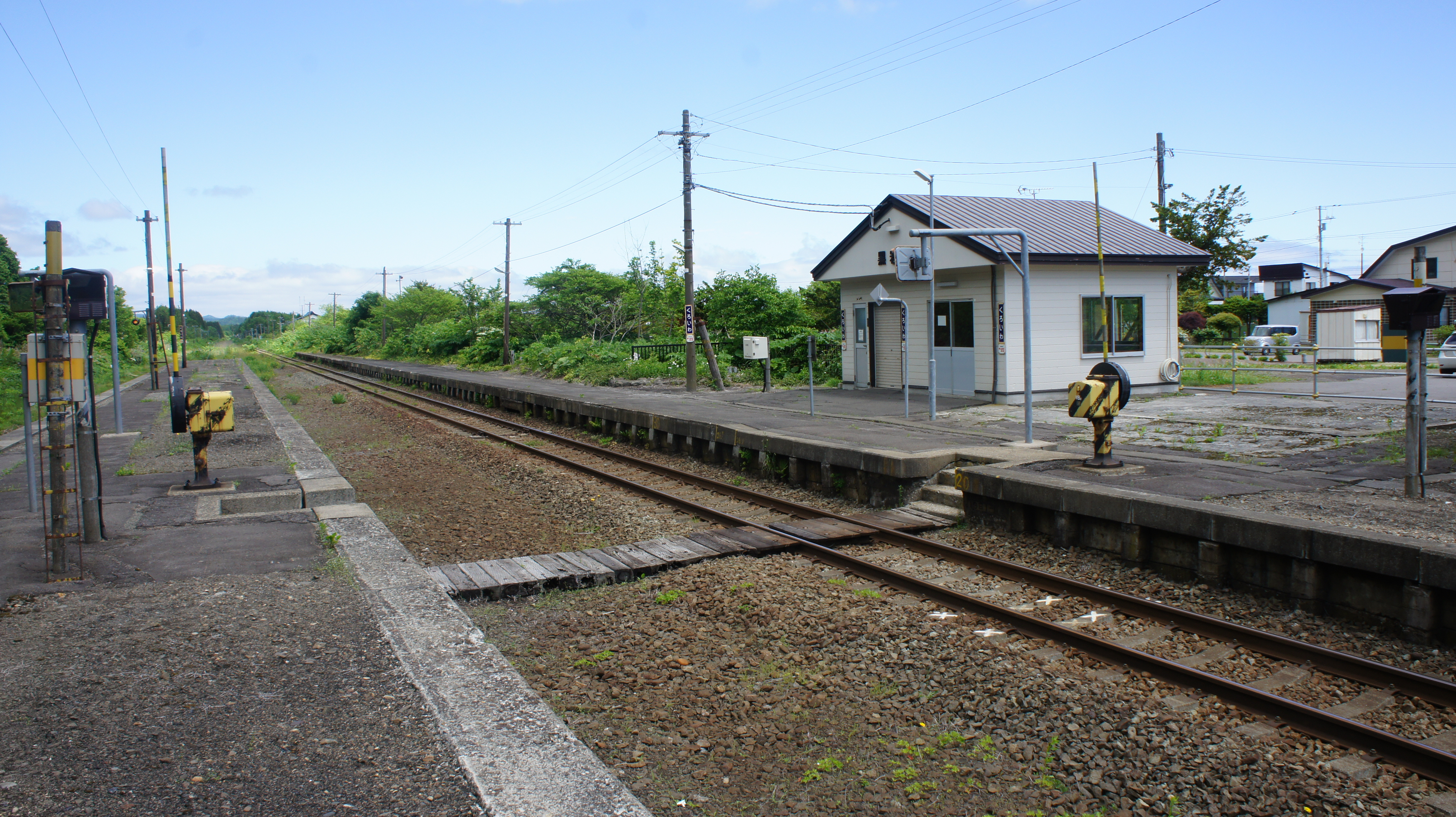
構内踏切（2018年6月）

## 利用状況
乗車人員の推移は以下の通り。年間の値のみ判明している年度は日数割で算出した参考値を括弧書きで示す。出典が「乗降人員」となっているものについては1/2とした値を括弧書きで乗車人員の欄に示し、備考欄で元の値を示す。
また、「JR調査」については、当該の年度を最終年とする過去5年間の各調査日における平均である。
| 年度               | 乗車人員（人） | 乗車人員（人） | 乗車人員（人） | 出典       | 備考 |
| 年度               | 年間           | 1日平均        | JR調査         | 出典       | 備考 |
| ------------------ | -------------- | -------------- | -------------- | ---------- | ---- |
| 1978年（昭和53年） |                | 96.0           |                | [ 9 ]      |      |
| 2015年（平成27年） |                |                | 「10名以下」   | [ JR北 2 ] |      |
| 2017年（平成29年） |                |                | 6.6            | [ 10 ]     |      |
| 2018年（平成30年） |                |                | 6.2            | [ 11 ]     |      |
| 2019年（令和元年） |                |                | 「10名以下」   | [ JR北 3 ] |      |
| 2020年（令和02年） |                |                | 「10名以下」   | [ JR北 4 ] |      |

## 駅周辺
- 国道5号
- 黒岩郵便局
- 八雲町立黒岩小学校
- 八雲町立黒岩中学校
- ルコツ川
- シラリカ川
- 黒岩奇岩
- 函館バス「黒岩駅前」停留所[12]

## 隣の駅
北海道旅客鉄道（JR北海道）
■函館本線
山崎駅 (H52) - 黒岩駅 (H51) - （北豊津信号場） - 国縫駅 (H49)

### JR北海道
1. ↑  『駅番号表示（駅ナンバリング）を実施します』（PDF）（プレスリリース）北海道旅客鉄道、2007年9月12日。オリジナルの2007年9月30日時点におけるアーカイブ。2014年9月6日閲覧。
2. ↑  “極端にご利用の少ない駅（3月26日現在）” (PDF). 平成28年度事業運営の最重点事項.   北海道旅客鉄道. p. 6 (2016年3月28日). 2017年9月25日閲覧。
3. ↑  “駅別乗車人員” (PDF). 地域交通を持続的に維持するために > 全線区のご利用状況.   北海道旅客鉄道 (2020年10月30日). 2020年11月2日時点のオリジナルよりアーカイブ。2020年11月5日閲覧。
4. ↑  “駅別乗車人員” (PDF). 地域交通を持続的に維持するために > 全線区のご利用状況.   北海道旅客鉄道 (2021年9月30日). 2022年1月1日時点のオリジナルよりアーカイブ。2022年1月1日閲覧。